# Bernhard Reininger
Bernhard Reininger (Vienna, 8 marzo 1965) è un attore austriaco.

## Biografia
Si forma presso una scuola di dramma di Buenos Aires e studia al Conservatorio di Vienna. Partecipa, nel 2007, alla soap opera di ZDF La strada per la felicità, impersonando il ruolo di Stefan Krill, con Angela Sandritter e Anton Nouri, rispettivamente nelle parti di Silke Mertens e Andeas Krill.
Vive a Monaco di Baviera e ha due figli.

## Filmografia

### Televisione
- Markus Merthin, medico delle donne (Frauenarzt Dr. Markus Merthin) – serie TV, 6 episodi (1995)
- Mona M. - Mit den Waffen einer Frau – serie TV, episodio 1x00 (1996)
- Rischio calcolato (Kalkuliertes Risiko), regia di Michael Kennedy (1997)
- Dr. Stefan Frank - Der Arzt, dem die Frauen vertrauen – serie TV (1999-2001)
- St. Angela – serie TV, episodio 5x06 (2000)
- Family Affairs - Gier nach Glück, regia di Matthias Steurer (2002)
- Café Meineid – serie TV, episodi 10x11-10x12 (2002)
- Marienhof – serial TV (2003)
- La strada per la felicità (Wege zum Glück) – serial TV, 142 puntate (2007)
- SOKO 5113 – serie TV, episodi 19x10-34x10 (2000, 2009)